# Terpsiphone batesi
Terpsiphone batesi là một loài chim trong họ Monarchidae.